# Lianga
Lianga (Bayan ng Lianga) är en kommun i Filippinerna. Kommunen ligger på ön Mindanao och tillhör provinsen Surigao del Sur. Folkmängden uppgår till 25 014 invånare.
Lianga är indelat i 13 barangayer.

## Bildgalleri

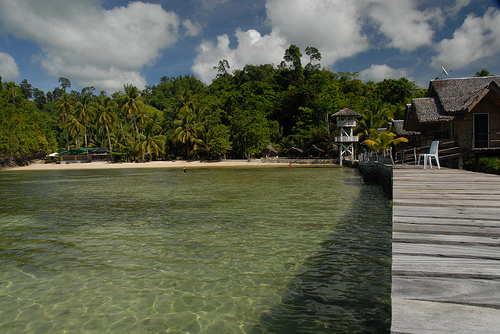
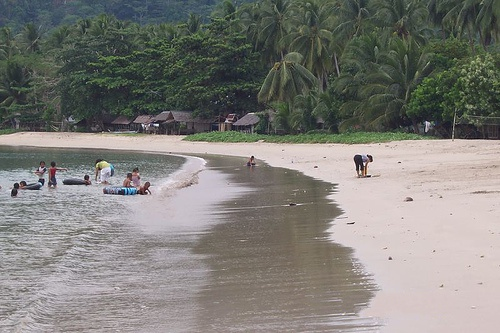